# Charles-Louis Stapfer
Charles-Louis Stapfer (auch Karl Ludwig Stapfer; * 28. Mai 1799 in Paris; † 12. April 1880 ebenda) war ein Schweizer Ingenieur.

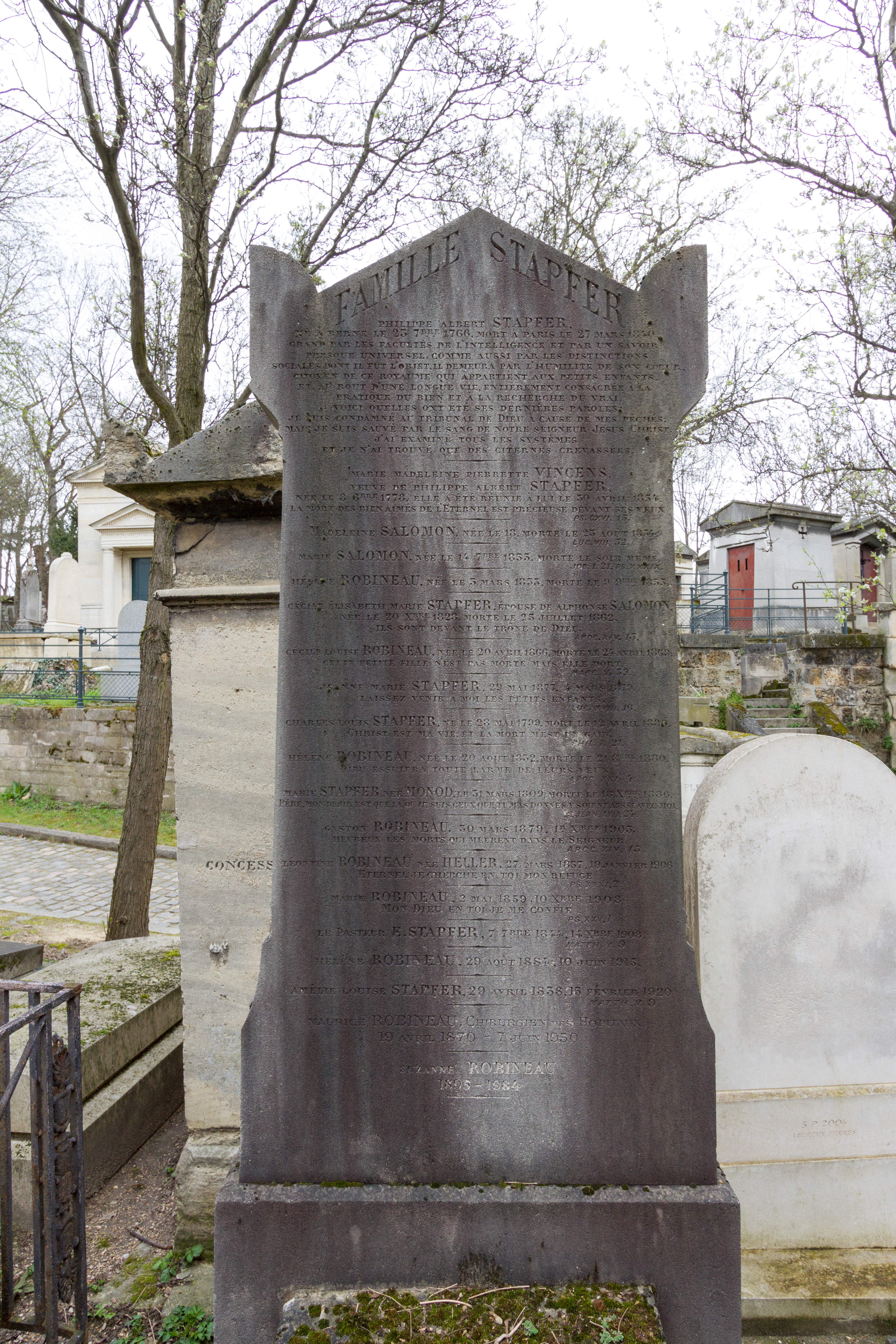
Familiengrab auf dem Friedhof Père-Lachaise, Division 36

## Leben und Werk
Stapfers Eltern waren Philipp Albert Stapfer und Marie-Madeleine Pierrette, geborene Vincens (1778–1854). Seine Mutter stammte aus einer Pariser Hugenottenfamilie und war die Enkelin der Bankierswitwe Elisabeth Gastebois, Besitzerin des Schloss Talcy. Zusammen mit seinem Bruder Albert Stapfer wurde er von ihrem Hauslehrer François Guizot unterrichtet.
Stapfer studierte am École polytechnique und absolvierte anschliessend eine glanzvolle Karriere als Ingenieur im Brücken- und Strassenbau. Stapfer heiratete 1827 Marie, geborene Monod (* 31. März 1809; † 18. Dezember 1886). Sie war die Tochter des Jean Monod. Zusammen hatten sie sieben Kinder. Ein Sohn war der Literaturwissenschaftler Paul Stapfer sowie der Theologieprofessor Edmond Stapfer.
Seine letzte Ruhestätte fand er im Familiengrab auf dem Friedhof Père-Lachaise.